# Длинный Герман
Дли́нный Ге́рман (эст. Pikk Hermann; нем. Langer Hermann) — башня замка Тоомпеа на холме Тоомпеа в Таллине, столице Эстонии. Памятник архитектуры XV века.
Первая часть башни была построена около 1371 года. В конце XV века в результате перестройки её высота была увеличена до нынешней (45,6 метра). К вершине башни ведёт лестница из 215 ступеней.
Башня примыкает к корпусам бывшего губернаторского дворца (ныне здания эстонского парламента), а флаг на вершине башни на высоте 95 метров над уровнем моря является одним из государственных символов Эстонии.
Государственный флаг, с размерами 191 × 300 см, поднимается одновременно с проигрыванием государственного гимна Эстонии во время восхода солнца (но не ранее 7 часов утра) и опускается во время заката (но не позже 10 часов вечера). Когда его спускают, можно слышать национальную песню с музыкой Густава Эрнесакса и словами Лидии Койдулы «Моё отечество — моя любовь».
Башня в обычные дни закрыта для посетителей. Исключение составляют Дни открытых дверей, которые устраивают в годовщину государственного флага Эстонии — в этот день все желающие могут подняться на вершину башни. Кроме того, попасть внутрь башни можно в ходе экскурсии по зданию парламента Эстонии.